# Banda Braće Mraka
Banda Braće Mraka je epizoda Malog rendžera (Kita Telera) objavljena u Lunov magnsu stripu 1971. године.

## Sadržaj
Kit i indijanac Okihu (iz plemena Kabatanga) spašavaju ranjenog Bili Vokera koga je napao ranjeni medved. Okihu odvodi Vokera u indijansko selo, dok Kit odlazi da potraži njegove prijatelje. Međutim, kada ih nalazi, obojica su već na samrti. Pre nego što će umreti, jedan mu kaže da je u blizini otkrio zlatnu žilu i daje mu mapu koja će ga odvesti do nje.
U međuvremenu, Voker beži iz sela i ubija dva ratnika. Iza sebe je ostavio dupli srebrni dolar koji predstavlja simbol zahvalnosti “braće Mraka”, što Kita navodi da sumnja da je on član ove bande.
Kit, Okihua i grupa indijanaca sustižu Vokerom u gradu Kedar Point (u kome nema ni jednog kedra), ali Voker i prijatelji uspevaju da ubede lokalnog šerifa da su Kit i Okihua krivi razbojnici koje treba uhapsiti. Okihua uspeva da pobegne, a šerif stavlja Kita u zatvor. (Šerif nalazi kod Kita dupli srebrnjak, nakon čega mu biva jasno da Kit zna da Voker pripada bandi Braće Mraka.)
Okihu nailazi na Barberi Fula (koga su sreli na ulasku u grad), i s njim zajedno oslobađa kita iz zatvora. Sada je i Kitu jasno da je šerif u dosluhu sa bandom Braće Mraka.
Dok Kit pokušava da sakupi hrabre građane Kedar Pointa da bi uništio bandu Braće Mraka, banda se okuplja i dolazi u grad predvođena izvesnim Mister Foksom. Na ulici dolazi do velike gužve i pucnjave između Bande i građana. Banditi pobeđuju nakon što jedan zalutali metak pogađa Kita u čelo. Berberi Ful spašava Kita, odvodeći ga kolima van grada. 
Razbojnici se spremaju da obese Okihuu, ali baš i tom trenutku Kit i Barberi se vraćaju u gradić. Njih dvojica sami spasavaju Okihuu i sređuju celu bandu. Vokera, međutim, nisu uspeli da nađu. Na kraju, Kit oduzima šerifu značku i predaje je Berberi Fulu.

## Osnovni podaci
Epizoda je objavljena 1971. godine u #31 Lunov magnus stripa (LMS). To je bila ukupno 7. epizoda Malog rendžera objavljena u LMS. (U to vreme, Mali rendžer je izlazio paralelno u LMS i Zlatnoj seriji.) Epizoda je imala 106 strana. (Cela sveska je imala preko 160 strana, sa još dva dodatna stripa u nastavku.) Koštala je 3 dinara. Izdavač je bio Dnevnik iz Novog Sada. LMS je tada još uvek bio deo Roto biblioteke i izlazio dva puta mesečno.